# 济源路街道
济源路街道，是中华人民共和国河南省郑州市上街区下辖的一个乡镇级行政单位。

## 行政区划
济源路街道下辖以下地区：
中安街社区、商业街社区、新华街社区、淮北社区、三湾街社区、新兴街社区、金华社区、东方社区和夏侯社区。